# Partido de Trenque Lauquen
Partido de Trenque Lauquen är en kommun i Argentina.   Den ligger i provinsen Buenos Aires, i den centrala delen av landet, 400 km väster om huvudstaden Buenos Aires. Antalet invånare är 40 181. Arean är 5 500 kvadratkilometer. Partido de Trenque Lauquen gränsar till Partido de Rivadavia.
Terrängen i Partido de Trenque Lauquen är platt.
Trakten runt Partido de Trenque Lauquen består till största delen av jordbruksmark. Runt Partido de Trenque Lauquen är det glesbefolkat, med 8 invånare per kvadratkilometer.